# Thomas Martyn
Thomas M. Martyn (23 de septiembre de 1736 – 3 de junio de 1825) fue un botánico y profesor de Botánica, de la Cambridge University. No debe confundirse con el malacólogo y entomólogo del mismo nombre.
Thomas Martyn era hijo del botánico John Martyn (1699–1768). Fue educado en Chelsea, Londres y en el Emmanuel College, Cambridge, graduándose de BA en 1756, y luego pasaría a miembro del Sidney Sussex College y se ordena diácono en 1758. En 1759 será MA y párroco. En 1762 sucede a su padre como Profesor de Botánica en la Universidad, y sostiene ese cargo hasta su deceso en 1825, aunque solo realizaba conferencias desde 1796 'pues no era popular'.

## Honores
- Fue elegido miembro de la Royal Society en 1786

### Epónimos
- (Pedaliaceae) Martynia L.[3]

## Algunas publicaciones

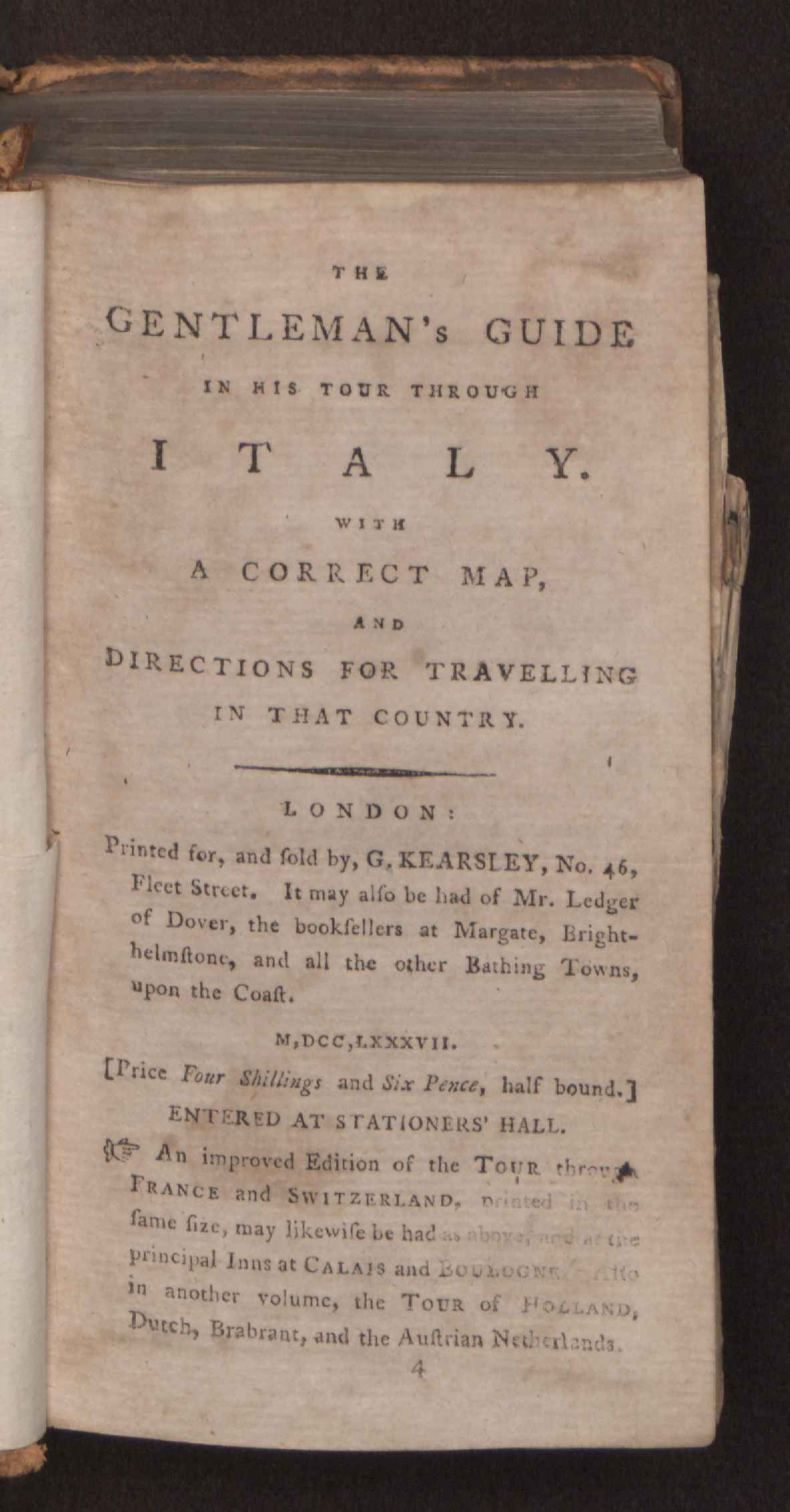
Gentleman's guide in his tour through Italy, 1787

- Plantæ Cantabrigiensis, or a catalogue of the plants which grow wild in the County of Cambridge, disposed according to the system of Linnæus. Herbationes Cantabrigienses, or directions to the places where they may be found, comprehended in 13 botanical excursions. To which are added, lists of the more rare plants growing in many parts of England and Wales''. Londres, 1763
- Flora Rustica: exhibiting accurate figures of such plants as are either useful or injurious in husbandry (con 141 planchas diseñadas y grabadas por Frederick Polydore Nodder, J. Harding, Londres. 4 vols. 1792- 1794, reeditado en 1810
- The language of botany: being a dictionary of the terms made use of in that science, principally by Linneus: with familiar explanations, and an attempt to establish significant English terms ... 1ª ed. Londres, 1793, 2ª ed. enriquecida, Londres, 1796, 3ª ed. enriquecida, John White, Londres, 1807
- Psyche. Figures of Nondescript Lepidopterous Insects... from different parts of the world — Figures des Insectes Lépidoptères, etc. Londres, 1797
- English Entomologist, exhibiting all the coleopterous insects found in England. Londres, 1792
- A short account of the ... private establishment instituted for the purpose of instructing youth in the art of illustrating and painting subjects in natural history. Exposé succinct, etc.. Londres, 1789

Tradujo Lettres sur la botanique de Rousseau. Fue confidencial con las familias de Sismondi. Como sacerdote de la iglesia anglicana Martyn Thomas predicó hasta que tenía ocho años y dos años; en 1830 G.C. Gorham, su cura, publicó una biografía dual consistente de adiciones a la memoria de Martyn de su padre y la autobiografía de Martyn (Memoirs of John Martyn, F.R.S., and of Thomas Martyn, B.D., F.R.S, F.L.S., Professors of Botany in the University of Cambridge, Londres, Hatchard & Son).

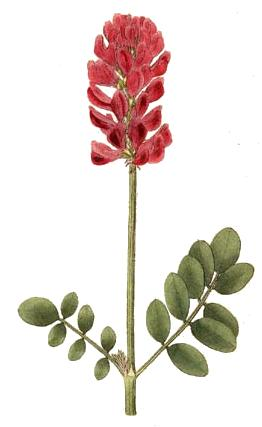
Ilustración de: Flora rustica: exhibiting accurate figures of such plants as are either useful or injurious in husbandry, por T.M. Martyn. Londres, F.P. Nodder, 1794, vol. 4 (plancha 115).

- La abreviatura «Martyn» se emplea para indicar a Thomas Martyn como autoridad en la descripción y clasificación científica de los vegetales.[4]